# Drilling ovarico laparoscopico
Il drilling ovarico laparoscopico o perforazione ovarica laparoscopica (in inglese Laparoscopic Ovarian Drilling, LOD), è un trattamento ambulatoriale mirato a stimolare l'ovulazione spontanea in pazienti che non ovulano, o che ovulano in maniera irregolare. Tale procedura di perforazione ovarica, è uno degli approcci chirurgici utilizzati di frequente in pazienti con la Sindrome delle Ovaie Policistiche. La perforazione ovarica è suddivisa in due categorie: perforazione ovarica laparoscopica (LOD) e perforazione ovarica eco-guidata (UGOD). 

## Procedura operativa
Il drilling ovarico laparoscopico, è una procedura che viene eseguita in posizione litotomica utilizzando apparecchiature di video-monitoraggio. Un trocar da 5-10 mm viene inserito a livello della posizione ombelicale per il posizionamento del videoscopio, altri due trocar da 5 mm, invece,  vengono inseriti nel quadrante inferiore destro e sinistro lateralmente all'arteria epigastrica inferiore, in posizione obliqua di 6-8 cm rispetto a i rami pubici. Un paio di pinze da presa vengono introdotte attraverso uno dei trocar da 5 mm per afferrare il legamento utero-ovarico e sollevare l'ovaio lontano dall'intestino e dall'uretere. Generalmente, da tre a dieci punture diatermiche (ciascuna di 3 mm di diametro e 2–4 mm di profondità) vengono effettuate su ogni singola ovaia o su entrambe le ovaie, utilizzando 600–800 joule (J) di energia per ciascuna puntura. La durata di ogni perforazione è di circa 2-4 s. Successivamente le ovaie vengono raffreddate mediante lavaggio con una soluzione isotonica, e viene valutata la presenza di sanguinamento. Infine, è utile l'iniezione di 500-1000 ml di soluzione salina per raffreddare le ovaie, prevenire lesioni da calore ai tessuti adiacenti, ridurre il rischio di formazione di aderenze postoperatorie e ridurre efficacemente il dolore postoperatorio.

## Meccanismo di azione
Sono presenti 2 possibili meccanismi d'azione, anche se il primo risulta essere il più efficace.
Il primo meccanismo consiste nella formazione di "buchi" nella parete corticale, molto spessa, dell'ovaio policistico. Ciò provoca l'allentamento della parete corticale densa e dura, la distruzione dei follicoli ovarici con conseguente diminuzione della quantità di cellule della teca e/o della granulosa, la distruzione, dovuta agli effetti termini, di parte del tessuto stromale ovarico, con conseguente riduzione delle cellule della teca, citochine e fattori di crescita. L'insieme di questi fenomeni contribuisce a diminuire i livelli di androgeni locali e sistemici. A causa della produzione di androgeni marcatamente diminuita, anche la successiva conversione di androgeni in estrogeni, risulta significativamente ridotta. In aggiunta, la diminuzione dei livelli di inibina e l'aumento secondario dei livelli di ormone follicolo-stimolante (FSH), inducono la ripresa del normale reclutamento follicolare, dello sviluppo e maturazione follicolare ed infine la normalizzazione dell'asse ipotalamo-ipofisi-ovaio, con successiva ovulazione spontanea. 
Il secondo meccanismo proposto consiste nella rimozione, attraverso aspirazione, del fluido follicolare intraovarico che si accumula nei piccoli follicoli presumibilmente "malsani" che caratterizzano le ovaie policistiche. Ciò contribuisce alla ripresa del normale processo di maturazione dei follicoli. Studi scientifici attestano un netto incremento del fluido follicolare, dovuto a diversi fattori, in pazienti affette dalla Sindrome dell'ovaio policistico (PCOS) rispetto a donne sane. Alcuni di questi fattori sono coinvolti in un aumento della reazione pro-infiammatoria, del metabolismo e del processo ossidativo. Alcuni sono aminoacidi come valina, isoleucina, leucina, fenilalanina, lisina, succinato e malato. Altri, invece, sono elementi matabolici ed essenziali coinvolti nei processi di omeostasi. Tuttavia la rimozione pura del liquido follicolare nelle donne con PCOS può essere efficace, ma il beneficio sembra essere transitorio. Inoltre, la rimozione del fluido mediante LOD può effettivamente coprire solo una piccola percentuale del fluido follicolare totale. Per questo motivo il primo meccanismo risulta essere più efficace del secondo. 

## Effetti della perforazione ovarica laparoscopica
La procedura LOD è in grado di indurre l'ovulazione spontanea complessiva e tassi di gravidanza del 30-90% e del 13-88% rispettivamente. 
A causa della distruzione dei follicoli e della diminuzione della quantità di cellule della granulosa e cellule della teca, si verifica una riduzione della produzione di androgeni intra-ovarici e una diminuzione delle concentrazioni di androgeni circolanti. La riduzione del testosterone totale e libero è circa 50% inferiore alla concentrazione preoperatoria. Un aumento transitorio delle gonadotropine (FSH e LH) durante le prime 24-48 ore post trattamento, è seguito da una diminuzione graduale. La normale pulsatilità dell'inibina viene ripristinata in associazione con l'inizio di cicli ovulatori regolari. Ciò riflette la ripresa dei normali processi di segnalazione intraovarica paracrina. Questi cambiamenti endocrini avvengono rapidamente e si protraggono per diversi anni e determinano il ripristino dell'ovulazione nella maggior parte dei soggetti.
È stato dimostrato che la perforazione ovarica laparoscopica riduce le concentrazioni sieriche del fattore di crescita dell'endotelio vascolare (VEGF) e del fattore di crescita insulino-simile 1 (IGF1), due fattori tipicamente aumentati nei pazienti con PCOS. Anche il flusso sanguigno stromale ovarico, che è significativamente più basso nei pazienti con PCOS, aumenta dopo la procedura. Questi cambiamenti possono contribuire a ridurre il rischio di sviluppare la sindrome da iperstimolazione ovarica (Ovarian Hyperstymulation Syndrome, OHSS) dopo la perforazione ovarica laparoscopica.